# 22 Parkside
22 Parkside (ou Rogers House) est une résidence située à Wimbledon en Angleterre, conçue par l'architecte anglais Richard Rogers et sa femme Su Rogers puis construite entre 1968 et 1970.
La résidence tient son nom de l'adresse où elle se situe. Depuis le 22 février 2013, la résidence est classée Monument de Grade II*.

## Conception
La maison moderne de plain-pied est faite de nervures d'acier peintes en jaune vif, avec un vitrage sur toute la hauteur à chaque extrémité, et est séparée en deux parties. La première partie est un appartement comprenant un atelier de poterie pour la mère de Richard Rogers tandis que la maison principale est située derrière, entourée d'arbres. Le logement comprend une grande cuisine ouverte, un salon et une salle à manger. Il y a une chambre principale, deux petites chambres, une salle de bains et une buanderie. Deux côtés opposés de la maison, nord-est et sud-ouest, sont vitrés du plafond au mur et offrent des vues sur le terrain, qui se compose d'une cour et de jardins paysagers. Rogers déclare que l'approche utilisée pour concevoir cette maison, comme la mise en place de modules préfabriqués en acier et en verre, sert d'inspiration pour une grande partie de son travail, comprenant le Centre Georges Pompidou, conçu en collaboration avec Renzo Piano, et le bâtiment Lloyd's.